# Agostino Accorimboni
Agostino Accorimboni (* 28. August 1739 in Rom; † 13. August 1818 ebenda) war ein italienischer Opernkomponist, Violinist und Pianist.

## Leben

### Frühe Jahre und musikalischer Aufstieg
Agostino Accorimboni studierte bei Rinaldo di Capua. 1757, als er 18 Jahre alt war, wurde sein Oratorium Giuseppe riconosciuto nach einem Libretto von Pietro Metastasio in Rom uraufgeführt. 1765 wurde das Oratorium in Spoleto wiederaufgeführt. Dort war Accorimboni zu dieser Zeit Kapellmeister. Diese Stelle hatte er bis 1768 inne. Im Karneval des Jahres wird unter seiner Leitung Le scaltre contadine di Monte Gelato aufgeführt. 

### Opernschaffen und Einflüsse
Zwischen 1768 und 1786 schuf er dreizehn Opern, die bis auf La Nitteti dem komischen Genre angehören. Stilistisches Vorbild dieser Werke war vermutlich Domenico Cimarosa. Besonderen Erfolg hatte seine Opera buffa Il regno delle Amazzoni von 1783, die nach der Uraufführung im Teatro Ducale in Parma auch im Teatro Zagnoni in Bologna, im Teatro della Pergola in Florenz, im Teatro Sant’Agostino in Genua und im Prager Nationaltheater gespielt wurde. Die Einleitung dieses Librettos wurde auch von Wolfgang Amadeus Mozart vertont (KV 434 = 424 b). 

### Späte Jahre und Vermächtnis
Ab 1785 wandte sich Accorimboni vorwiegend der Kirchenmusik zu. In dieser Zeit war er der Kirche Sant’Anna alle quatre Fontane in Rom verbunden. Seine Kantate anlässlich der Rückkehr von Papst Pius VII. führte zu einer Einladung an den Württembergischen Hof, die er aber vermutlich ablehnte.
Nach seinem Tod wurde der Nachlass zwischen seinen beiden Söhnen Francesco und Filippo aufgeteilt. Ersterer war Organist in Rom. Seine Kinder Agostino und Teresa wirkten erfolgreich als Pianisten.

## Werke

### Bühnenwerke
Bis auf Il regno delle Amazzoni sind die Partituren aller dieser Werke verschollen.
- Le scaltre contadine di Montegelato, farsetta in zwei Teilen; Libretto: Antonio Gatta; Rom, Teatro Tordinona; UA: 2. Januar 1768
- Le contadine astute, farsetta in zwei Teilen; Libretto: T. Mariani; UA: Rom, Teatro Tordinona, 8. Januar 1770[Digitalisat 1]
- L’amante nel sacco, farsetta in zwei Teilen; Libretto: Gregorio Mancinelli; UA: Rom, Teatro Tordinona, 2. Januar 1772
- Le finte zingarelle, farsetta in zwei Teilen; Libretto: Giovanni Battista Lorenzi; UA: Rom, Teatro Tordinona, 31. Januar 1774[Digitalisat 2]
- Il finto cavaliere, farsetta in zwei Teilen; Rom, Teatro Pace, Karneval 1777;[Digitalisat 3] deutsche Fassung von Johann Christian Bock als Singspiel Das Herbstabentheuer[5]
- La Nitteti, dramma per musica in drei Akten; Libretto: Pietro Metastasio; UA: Florenz, Teatro detto della Pallacorda, Sommer 1777[Digitalisat 4]
- L’amore artigiano, intermezzo in zwei Teilen; Libretto: Carlo Goldoni; UA: Rom, Teatro Tordinona, 7. Januar 1778[Digitalisat 5]
- Le virtuose bizzarre, intermezzo in zwei Teilen; UA: Rom, Teatro Tordinona, 29. Dezember 1778[Digitalisat 6]
- Il marchese di Castelverde, dramma giocoso in drei Akten; UA: Rom, Teatro delle Dame, Karneval 1779[Digitalisat 7]
- Lo schiavo fortunato, o sia La marchesina fedele, intermezzo in zwei Akten; UA: Rom, Teatro Pace, Karneval 1783[Digitalisat 8]
- Il regno delle Amazzoni, opera buffa in zwei Teilen; Libretto: Giuseppe Petrosellini; UA: Parma, Teatro Ducale, 27. Dezember 1783 RISM ID: 451511620[Digitalisat 9]
- Il governatore delle Isole Canarie, intermezzo in zwei Teilen; Libretto: Caterino Mazzolà; UA: Rom, Teatro Valle, 26. Dezember 1784 (Karneval 1785)[Digitalisat 10]
- Il podestà di Tufo antico, o sia Il tutore burlato, farsetta in einem Teil; Libretto: Francesco Ballani; UA: Rom, Teatro Valle, Sommer 1786[Digitalisat 11]

### Geistliche Vokalmusik
- Giuseppe riconosciuto, Oratorium; Libretto: Pietro Metastasio; UA: San Callisto, Rom, 1757[2] (verschollen)
- Ave Maria G-Dur für zwei Soprane, Bass und Orgel RISM ID: 451012167
- Graduale und Offertorium für die Auferstehungsmesse I Haec est dies quam fecit Dominus für zwei Soprane und Orgel II Terra tremuit für zwei Bässe und Orgel RISM ID: 110831
- Graduale und Offertorium für die Messe an Mariä Geburt I Benedicta et venerabilis, es virgo Maria für zwei Soprane und Orgel II Beata es virgo Maria, quae Dominum portasti für zwei Soprane, Bass und Orgel, zum Gebrauch in der Kirche Santa Anna alle quattre fontane in Rom RISM ID: 110825
- Graduale und Offertorium für die Messe an Maria Himmelfahrt I Propter veritatem, et mansuetudinem für zwei Soprane und Orgel II Assumpta est Maria, in caelum gaudent angeli für zwei Soprane, Bass und Orgel RISM ID: 110832
- Oculi Omnium, Graduale zu Fronleichnam für zwei Soprane und Orgel G-Dur, zum Gebrauch in der Kirche Santa Anna alle quattre fontane in Rom RISM ID: 110823
- Recordare virgo mater, Motette für Sopran, Bass und Orgel (laut Digitalisat für Sopran und Basso continuo) RISM ID: 464140001[Digitalisat 12]
- Tu es qui extraxisti me in G-Dur, Graduale für Sankt Raimonda für Alt und Orgel RISM ID: 110824
- Veni sponsa Christi, für Sopran und Orgel in C-Dur RISM ID: 850503376
- Veni sponsa Christi in G-Dur für vier Stimmen (Sopran, Alt, Tenor, Bass) RISM ID: 451012168
- Kantate für Papst Pius VII (verschollen)
- Messa brevis a due voce (Tenor, Bass und Orgel) RISM ID: 853000001
- viele Messen, Motetten und Vespern (verschollen)

### Weltliche Vokalmusik
- Allegra madama, Aria für Bass und Orchester RISM ID: 858000729
- Gli augeletti, Duett, Text: Carlo Goldoni aus I volponi RISM ID: 840012308
- Ha perduto mezzo naso, Aria für Bass und Orchester RISM ID: 858000723
- Se mi lasci, infido, Arietta für Singstimme und Basso continuo, im Journal d’ariettes italiennes (Paris, 1786)
- Se perdo l'idol mio in C-Dur für Sopran und Gitarre RISM ID: 451008077
- Fate largo, signori, Aria buffa in D für Bass und Violinen

### Instrumentalmusik
- Symphonie in D
- Pastorale in G-Dur für Klavier und Violine RISM ID: 116257
- Variationen Es-Dur für Cembalo RISM ID: 116256

## Digitalisate
1. ↑  Le contadine astute. Libretto (italienisch), Rom 1770 als Digitalisat im Museo internazionale e biblioteca della musica di Bologna.
2. ↑  Le finte zingarelle. Libretto (italienisch), Rom 1774 als Digitalisat im Museo internazionale e biblioteca della musica di Bologna.
3. ↑  Il finto cavaliere. Libretto (italienisch), Rom 1776 als Digitalisat im Museo internazionale e biblioteca della musica di Bologna.
4. ↑  La Nitteti. Libretto (italienisch), Rom 1777 als Digitalisat im Museo internazionale e biblioteca della musica di Bologna.
5. ↑  L’amore artigiano. Libretto (italienisch), Rom 1778 als Digitalisat im Museo internazionale e biblioteca della musica di Bologna.
6. ↑  Le virtuose bizzarre. Libretto (italienisch), Rom 1778 als Digitalisat im Museo internazionale e biblioteca della musica di Bologna.
7. ↑  Il marchese di Castelverde. Libretto (italienisch), Rom 1779 als Digitalisat im Museo internazionale e biblioteca della musica di Bologna.
8. ↑  Lo schiavo fortunato. Libretto (italienisch), Rom 1778 als Digitalisat im Museo internazionale e biblioteca della musica di Bologna.
9. ↑  Il regno delle Amazzoni. Libretto (italienisch), Florenz 1784 als Digitalisat im Museo internazionale e biblioteca della musica di Bologna.
10. ↑  Il governatore delle Isole Canarie. Libretto (italienisch), Rom 1785 als Digitalisat im Museo internazionale e biblioteca della musica di Bologna.
11. ↑  Il podestà di Tufo antico. Libretto (italienisch), Rom 1786 als Digitalisat im Museo internazionale e biblioteca della musica di Bologna.
12. ↑  Recordare virgo mater. Partitur als Digitalisat der Staatsbibliothek zu Berlin